# 財政保守主義
財政保守主義（英語：Fiscal conservatism）是用來形容主張避免赤字開支（Deficit spending）的保守主義財政政策。財政保守主義者往往支持減少整體政府開支、赤字和國債，以達到最重要的平衡預算（Balanced budget）。財政保守主義者支持自由貿易、解除經濟和貿易管制、低稅和其他經濟自由主義的政策也是保守主義十分常見的主張。

## 美國

### 18世紀後期
民主共和黨籍的湯瑪斯·傑佛遜支持一個較弱小的中央政府與比聯邦黨籍亞歷山大·漢密爾頓更為自由放任的手段。他們反對漢密爾頓計畫清償聯邦州因美國革命而欠下的債務，因為部分債務為金融家和投機客所持有（不是原持有人）以及多數債務為北方各州所有。漢密爾頓通過他的法案並舉稅償付債款。做為交換，他同意讓傑佛遜將國家首都移往華盛頓特區。

### 19世紀前期
傑佛遜強烈反對任何國家債務，但在1803年因路易西安那購地案而軟化。民主共和黨籍的詹姆士·麥迪遜與詹姆斯·門羅接連當選總統，但在1812年戰爭的財政災害後，他們轉為支持多數聯邦黨立場，且決定國家應有中央銀行與來自關稅的穩定收入。

### 19世紀中後期
19世紀中期，新的財政保守主義政黨－共和黨成立。不同於現代財政保守主義者，這些財政保守主義者和當時的共和黨主張是貿易保護主義和高關稅以保護國內的工商業，是舊保守主義支持者，部分類似於今日的美國改革黨（Reform Party of the United States of America）。民主黨則支持重商主義和經濟民粹主義，以保護南方白人農民的利益。
共和黨普遍也是大企業與（內部）自由放任市場經濟的支持者。但到1890年，他們受到大量投訴後轉而支持休曼法案與州際商務委員會（Interstate Commerce Commission）。

### 20世紀前期
20世紀前期，共和黨內的財政保守主義者與進步主義者之間存有分歧，這在西奧多·羅斯福的進步主義政策後，威廉·霍華德·塔夫脫轉為保守主義的經濟政策後突顯，導致1912年老羅斯福脫離共和黨另組進步黨參選總統。與此同時，民主黨的進步主義勢力開始抬頭。而財政保守主義也至此成為共和黨的主流經濟政策。
1920年代，共和黨總統卡爾文·柯立芝的親企業經濟政策成功促進經濟成長，被稱為咆哮的二十年代。然而他的行為可能更多來自聯邦主義而非財政保守主義：羅伯特·索貝爾（Robert Sobel）提到「柯立芝在任麻薩諸塞州州長時支持最低工資與標準工時立法，反對童工，在第一次世界大戰期間實行經濟控制，支持在工廠的安全措施，甚至在企業董事會中的工人代表。」
1930年代，共和黨以財政保守主義來反對羅斯福新政。

### 雷根時代
財政保守主義在雷根總統的1980年代得到充分發揚。在雷根總統任內，金字塔頂端所得稅率在7年內從70%下調至28%， 但後40%的工資稅與有效稅率增加。實際國內生產總值在1982年大衰退後強勁復甦，之後在雷根任內維持每年3.4%的成長率，略低於二戰後的3.6%成長率。在雷根任內，失業率從1982年的高峰10.7%不斷下降，通貨膨脹也明顯下降。聯邦稅收從1980年的5170億成長至1990年的1兆320億。同時也增加了1600萬個就業機會。
根據美國財政部無黨派的經濟研究，雷根任內頒布的主要稅收法案，整體來說，明顯減少政府稅收（約國內生產總值1%）。1981年經濟復甦稅法（Economic Recovery Tax Act of 1981）是主要減少稅收的法案（約國內生產總值3%，有史以來最大的減稅）。雷根第二任期結束時，公共持有的國債從1980年的國內生產總值26%上升至1989年的國內生產總值41%。1988年，債務達2.6兆，部分來自於冷戰結束前的軍事支出和減稅。此時美國的外債也超越內債，使美國自世界上最大國際債權國轉而成為世界上最大債務國。

### 羅斯·佩羅
1992年美國總統選舉，美國知名企業家羅斯·佩羅（Ross Perot）成為第三方參選人。儘管選舉困難和成為第三方參選人的艱難鬥爭，佩羅獲得18.9%的民眾選票（史上最高的第三方候選人得票率），主要來自於其中心政綱－有限政府、平衡預算的財政保守主義。

### 柯林頓時代
雖然財政保守主義的普遍由共和黨人與自由意志主義者所繼承，但許多自稱是「新民主黨人」的中間派或溫和派民主黨人也主張財政保守主義。身為新民主黨人、主張財政保守主義第三種道路的民主黨領袖委員會（Democratic Leadership Council, DLC）成員的前總統比爾·柯林頓，他在民主黨佔國會多數下通過1993年綜合預算協調法（Omnibus Budget Reconciliation Act of 1993）削減政府支出、不過個人所得稅稅率最高達36%、調高前1.2%的納稅人最大稅率自31%至39.6%，調整企業所得稅至35%。1993年的預算法案也為1500萬低收入家庭與90%小企業減稅。此外，隨收隨付制（PAYGO, pay-as-you-go）制度與通過1990年預算執行法（Budget Enforcement Act of 1990，所有直接支出增加或收入減少需藉由其他支出降低或收入提高抵消，這項方針受到赤字鷹派（Deficit hawk）的歡迎）在柯林頓任內頻繁執行。共和黨和部分保守派民主黨人全部反對柯林頓的預算案，參議院僅由副總統高爾投下關鍵一票獲得通過預算案。
1994年期中選舉，共和黨提出包括當時眾議員紐特·金瑞契起草的財政責任在內的政綱，稱為與美國有約（Contract with America），主張預算平衡、給予總統擇項否決權（line-item veto）和福利改革。選舉結束後，共和黨獲得眾議院多數席次，新任眾議院議長金瑞契積極推動減少政府支出，與白宮的衝突造成1995–1996年政府關門 。1996年柯林頓成功連任後，他們重新合作並通過1997年納稅人救濟法（Taxpayer Relief Act of 1997），調低最高資本所得稅率自28%至20%與15%至10%。
在這次的加稅與削減支出後，美國減少3600億國債並創造最高聯邦預算盈餘（2000年財政年度達2360億）以及美國史上最長的經濟持續成長期。 然而，前述盈餘只紀錄政府機構之間持有的國債。這表示執政者可以在預算報告中將扣除社會安全信託基金的貸款紀錄為收入，這佔盈餘的大多數。全國總債務（總聯邦債務）在柯林頓在位期間自4.3兆增加至5.6兆，在發表該盈餘後一年負債從5.4照增加至5.6兆。

### 美國現代的財政保守主義
到了小布什時代，其現代的財政保守主義依然警惕政府支出。他們強烈認為自由貿易，致力降低聯邦預算、償還國債、達到預算平衡。但因反恐戰爭和減稅政策導致赤字和國債再度上升。 
財政保守主義在理想上變得更多樣化是來自於尋求各種方法達到預算平衡。自由意志主義者主張「餓死野獸」（Starve the beast），希望藉由減少稅收讓政府支出降低；供給學派（Supply-side economics）認為獲得稅收的最佳方式是透過全面減稅造成經濟成長來彌補；赤字鷹派除了削減支出更希望能增加稅收已達到預算平衡。
美國企業家、政治家、前紐約市長麥克·彭博當時作為共和黨員，但自認是財政保守主義者和社會自由主義者，並在2007年英國保守黨大會上發表他對該詞彙的定義。
|  | 對我而言，財政保守主義代表平衡預算–不造成下一代無法負擔的赤字。這代表尋找創新方式多做事少花費，改善提供服務的效率。這意味在合理情況下減稅並謹慎使用，只在必須平衡預算時加稅，以及只在結合支出削減時加稅。這代表當你有盈餘時保留，不浪費。最重要的，做為一個財政保守主義者意謂著最好準備面對不可避免的經濟衰退 – 種種跡象顯示，它已到來。--麥克·彭博 |

## 英國
英國的財政保守主義在柴契爾夫人主政時期達到高峰。在經歷1970年代工黨執政下的赤字支出後，柴契爾夫人主張削減支出與選擇性加稅以平衡預算。
為了反應2000年代後期環球金融危機，英國公共財政惡化，與部分歐洲主權債務危機，大衛·卡梅倫領導的保守黨－自由民主黨聯合政府開始執行緊縮計畫，試圖將赤字減半，並完全消除結構性赤字。

## 澳洲

### 霍華德政府
財政保守主義在霍華德自由黨政府（1996－2007）時期受到重視，主要在達到預算平衡，然後以盈餘償還基廷政府因1990年代初期經濟衰退而欠下的債務。在霍華德第一任期（1996－1998）內，藉由裁員，減少社會支出大幅削減政府開支。霍華德任內的預算盈餘成为良好的經濟憑據，而前任工黨政府的赤字則成為反面實例。

## 延伸閱讀
- Barber, William J. From New Era to New Deal: Herbert Hoover, the economists, and American economic policy. Cambridge University Press. (1985)
- Beito, David. Taxpayers in revolt: Tax resistance during the Great Depression. University of North Carolina Press. (1989)
- Brownlee, W. Elliot. Federal taxation in America: A short history. Cambridge University Press. 1996.
- Kimmel, Lewis. Federal budget and fiscal policy, 1789–1958. Brookings Institution Press. 1959.
- Left, Mark. 1983. Taxing the "forgotten man": The politics of Social Security finance in the New Deal. Journal of American History 70 (September): 359-81. online in JSTOR
- Morgan, Iwan W. Deficit government: Taxing and spending in modern America. Ivan Dee. 1995.
- Sargent, James E. "Roosevelt's Economy Act: Fiscal conservatism and the early New Deal." Congressional Studies 7 (winter 1980): 33–51.
- Savage, James D. Balanced budgets & American politics. Cornell University Press. 1988.
- Herbert Stein. Presidential Economics, 3rd Edition: The Making of Economic Policy From Roosevelt to Clinton (1994)
- Julian E. Zelizer; "The Forgotten Legacy of the New Deal: Fiscal Conservatism and the Roosevelt Administration, 1933–1938." Presidential Studies Quarterly. 30#2. (2000). pp 331+. online （页面存档备份，存于）